# Opisthorchinematobothrium parathunni
Opisthorchinematobothrium parathunni är en plattmaskart. Opisthorchinematobothrium parathunni ingår i släktet Opisthorchinematobothrium och familjen Didymozoidae. Inga underarter finns listade i Catalogue of Life.